# الانتخابات في إسرائيل
يعتمد النظام الانتخابي في إسرائيل على تمثيل نسبي على مستوى الدولة، كما أن عدد المقاعد الذي تحصل عليه كل قائمة في الكنيست (مجلس النواب) يتناسب مع عدد الناخبين الذين صوتوا لها. ويجب على أي حزب أو قائمة أن تحصل على نسبة 1.5% على الأقل من مجموع الأصوات (الحد الأدنى للتأهل لدخول الكنيست). وحسب هذا النظام يصوت الناخبون لقائمة الحزب وليس لشخص بذاته في القائمة.
وتجرى انتخابات الكنيست مرة كل أربع سنوات، ولكن يمكن للكنيست أن يقرر إجراء انتخابات مبكرة تحت ظروف معينة، ويمكنه أن يستمر لأكثر من أربع سنوات. ومنذ الانتخابات الرابعة عشرة (1996) أصبحت انتخابات الكنيست ورئاسة الوزراء تجريان معا أي أن رئيس الوزراء ينتخب مباشرة من قبل الشعب.
ويتحدد عدد المقاعد الذي تحصل عليه كل قائمة ترشحت للكنيست على أساس عدد الأصوات القانونية الذي تحصل عليه. والقيد الوحيد لأي قائمة مشاركة في الانتخابات هو وجوب اجتيازها للحد المؤهل وهو نسبة الـ 3.25%.
النظام التشريعي (الكنيست): الصلاحيات والوظائف
الكنيست: هو مجلس النواب المنتخب (البرلمان) وهو الهيئة التشريعية التي لها سلطة سن القوانين في إطار النظام السياسي الإسرائيلي الذي يفصل بين سلطات الهيئات التشريعية والتنفيذية والقضائية.
وللكنيست دور دستوري تأسيسي رغم أن هذا الدور أنكره البعض في الماضي. وكان من المفترض إعداد دستور الدولة في 1/10/1948، لكن إلى اليوم لا يوجد دستور كامل مدون. ويراقب الكنيست عمل الحكومة عبر لجانه وعبر عمل الجلسة المكتملة الأعضاء.
ويقوم الكنيست بعدة وظائف شبه قضائية تشمل سلطة رفع الحصانة عن أعضائه، وسلطة إقصاء رئيس الدولة ومراقب الدولة من منصبهما. وبناءً على القانون الأساسي للحكومة المقرر عام 1992، يمكن للكنيست أيضاً إقصاء رئيس الوزراء من منصبه. كما أن للكنيست وظيفة انتخابية يمكنه عبرها انتخاب بعض موظفي الحكومة.
القواعد التي يعتمد عليها النظام الانتخابي
تحدد المادة الرابعة من القانون الأساسي للكنيست الإطار العام للانتخابات، وبناء عليه يتم اختيار أعضاء الكنيست في انتخابات عامة، مباشرة، ومتساوية، وسرية، وتناسبية. ويمكن تعديل هذه المادة من خلال تصويت أغلبية أعضاء الكنيست.
ويؤكد مبدأ عمومية الانتخابات حق التصويت لكل إسرائيلي يبلغ من العمر ثمانية عشر عاما على الأقل، وكذلك حق كل مواطن إسرائيلي يبلغ واحداُ وعشرين عاما على الأقل في أن يُنتخب. ورغم أن القانون الأساسي للكنيست قد خول الشارع سلطة إسقاط حق التصويت لأي شخص حسبما يراه ملائما، إلا أن الكنيست لم يستخدم هذه الصلاحية قط. وبالنسبة لأولئك الذين يتقلدون مناصب رسمية معينة مثل رئيس الدولة، ومراقب الدولة، والقضاة، والضباط المهنيين، وكبار موظفي الدولة، فلا يجوز لهم الترشيح للكنيست.
ينص مبدأ الانتخابات على أن إسرائيل تعتبر منطقة انتخابية واحدة بقدر ما يعني توزيع مقاعد الكنيست. والانتخابات المباشرة تعني أن المصوت ينتخب الكنيست مباشرة، مفضلا ذلك على هيئة انتخابية (كما هو الحال في انتخابات الرئاسة الأميركية). أما الانتخابات المتساوية فتنطبق عمليا على المساواة بين الأصوات الممنوحة، كذلك أكدت المحكمة العليا أن مبدأ المساواة يتصل بمساواة الفرص لكافة القوائم المشاركة في الانتخابات أيضا.
ويؤكد مبدأ السرية على النزاهة في الانتخابات كما يهدف إلى منع ممارسة الضغط على الناخبين بما أنه ليس بمقدور أي شخص معرفة كيفية قيامهم بالتصويت فعلا. ويبدو مبدأ التناسب واضحا في أن جميع القوائم التي تجاوزت حد التأهيل تُمثل في الكنيست بعدد من الأعضاء متناسب مع حجمها الانتخابي.
تكرار الانتخابات
من المفترض أن تتم انتخابات الكنيست كل أربع سنوات، لكن يمكن للكنيست أن يقرر بموجب أغلبية عادية حل نفسه والدعوة إلى انتخابات مبكرة. ومثال ذلك انتخابات الكنيست الثانية (1951) والخامسة (1961) والعاشرة (1981) والحادية عشرة (1984) والثالثة عشرة (1992) والخامسة عشرة (1996) التي عُقدت قبل موعدها المحدد. كما يمكن للكنيست بأغلبية خاصة تمديد فترته فوق الأربع سنوات. وقد حدث هذا في حالات انتخابات الكنيست الثالثة والخامسة والسابعة والتاسعة والحادية عشرة، حيث كانت مدة كل فترة منها أكثر من أربع سنوات. أما انتخابات الكنيست الثامنة (1973) فقد تأخرت بسبب حرب رمضان/أكتوبر1973.
ومنذ نفاذ قانون الحكومة الأساسي الجديد من أجل الترشيح للكنيست الرابع عشر، والانتخابات المبكرة تُعقد في الأحوال التالية:
1- اتخاذ رئيس الوزراء قراراً بحل الكنيست.
2- قيام الكنيست بحل نفسه قبل انتهاء مدته.
3- التصويت على اقتراح بحجب الثقة عن رئيس الوزراء.
4- الإخفاق في إقرار قانون الموازنة خلال ثلاثة أشهر من بداية السنة المالية.
من يحق له المشاركة في الانتخابات
المنافسة في الانتخابات تكون بين قوائم المرشحين. فمنذ إقرار قانون الأحزاب عام 1992 يمكن لحزب واحد فقط مسجل قانونا لدى أمين سجل الأحزاب، أو تحالف من حزبين مسجلين أو أكثر تقديم قائمة بالمرشحين والاشتراك في الانتخابات، مثل  تحالف ميريتس Meretz المكون من أحزاب راتس Ratz ,مابام Mapamوشينوي Shinui، والقائمة المشتركة من الليكود وجيشر وتسوميت Likud-Gesher-tsomet وتحالف يهودوت هاتوراهYahdut Hatorah، المكون من أغودات يسرائيل Agudat Yisrael، وديغيل هاتوراه Degel Hatorah.
والقائمة التي تعمل بطريقة مباشرة أو غير مباشرة ضد وجود دولة إسرائيل كدولة للشعب اليهودي أو ضد نظامها الديمقراطي، أو كانت قائمة تحض على إثارة التمييز العنصري، فإنها قد لا تخوض الانتخابات.
توزيع المقاعد بين القوائم
تحصل القوائم التي حققت حد التأهيل على عدد من مقاعد الكنيست يتناسب مع حجمها الانتخابي. ويتم هذا الأمر بقسمة الأصوات القانونية الممنوحة للقوائم التي حققت الحد المؤهل، على 120 لتحديد عدد الأصوات التي تخول قائمة ما الحصول على مقعد واحد.
في انتخابات الكنيست الثانية والسابعة وزعت الأصوات الزائدة (وهي الأصوات التي حصلت عليها قائمة ما حققت الحد المؤهل، لكنها غير كافية للحصول على مقعد كامل) على تلك القوائم التي كان لها أكبر عدد من الأصوات الزائدة، ويمكن لقائمتين الوصول إلى اتفاق حول توزيع الأصوات الزائدة بينها قبل الانتخابات.
من يُنتخب للكنيست
يُنتخب المرشحون للكنيست من أي قائمة محددة على أساس الترتيب الذي يظهرون فيه. فإذا حصل حزب معين على أصوات كافية لعشرة مقاعد، فإن المرشحين العشرة الأوائل على القائمة يدخلون الكنيست. وإذا توفي أي عضو في الكنيست أو تخلى عن مقعده لأي سبب، فإن الشخص التالي على القائمة يخلفه.
___________
المصدر: